# Resia
Resia (resianisch Reśija, furlanisch Rèsie, slowenisch Rezija) ist eine zweisprachige Gemeinde mit 917 Einwohnern (Stand 31. Dezember 2023) im Resiatal (resianisch Rośajanska dulïna; fälschlich auch Résiatal) in der Region Friaul-Julisch Venetien. Das Gebirgstal, welches wie auch die Gemeinde nach dem Torrente Resia benannt ist, befindet sich in den westlichen Julischen Alpen, den sogenannten Julischen Voralpen. Der Sitz der Gemeinde befindet sich in der Fraktion Prato di Resia (Ravanzä). Auf dem Weg nach Prato di Resia passiert man San Giorgio (Bilä), einen der vier Hauptorte des Tales, auf einer natürlichen Terrasse in mittlerer Höhe über der Resia gelegen. Das obere Ucceatal mit der Fraktion Uccea (Učja) gehört ebenfalls zur Gemeinde Resia.

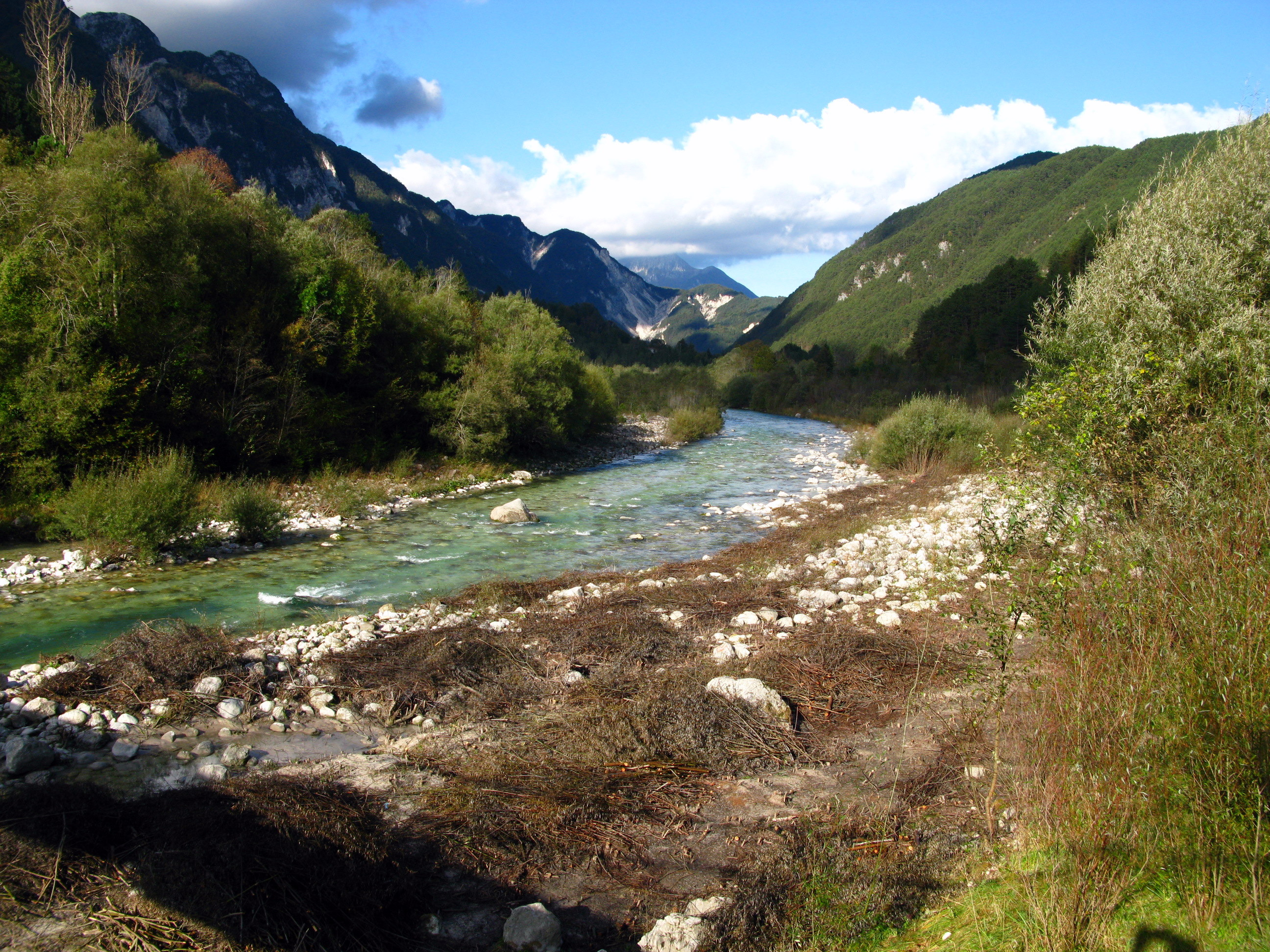
Resiatal gegen Westen bei San Giorgio

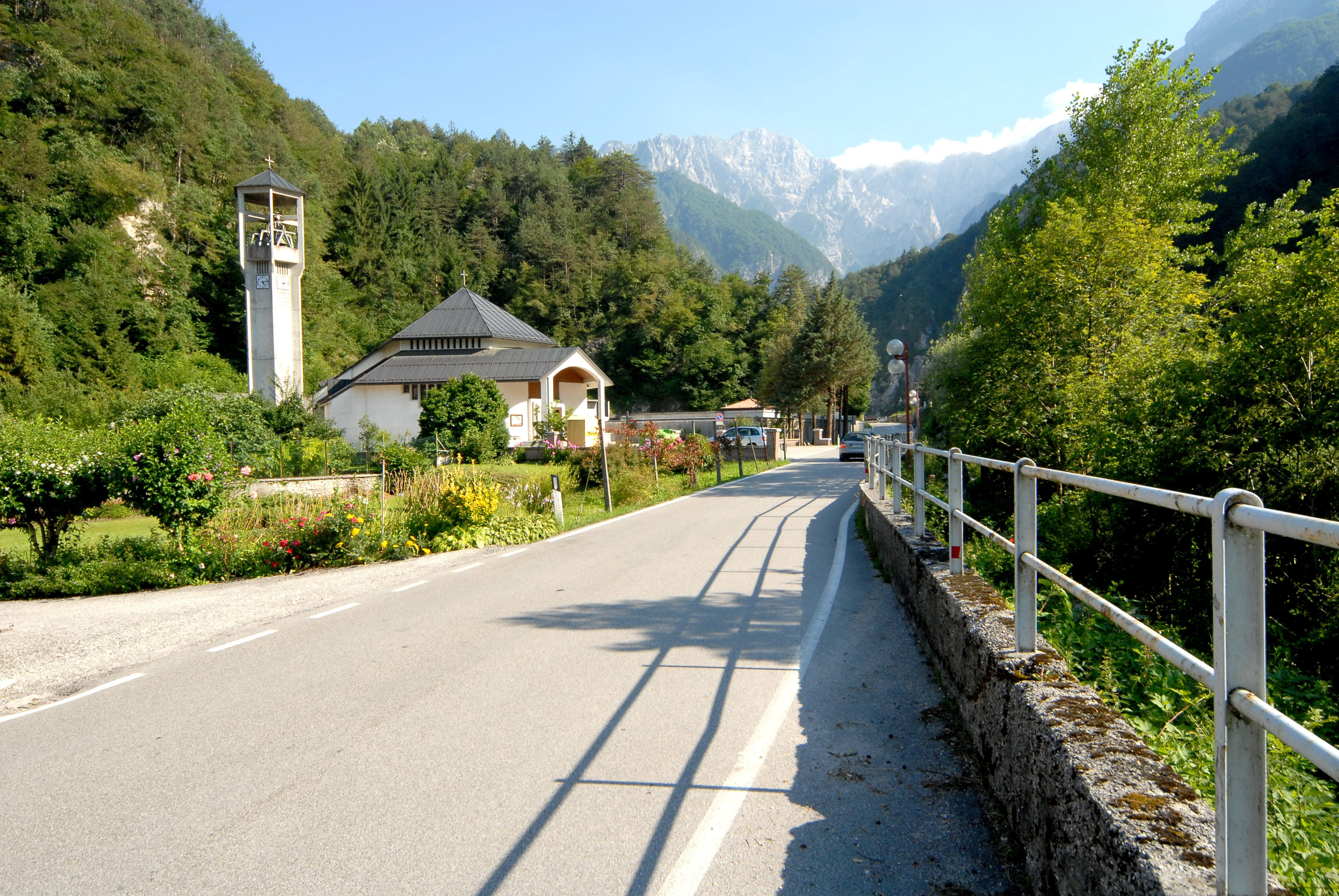
Straße ins Resiatal

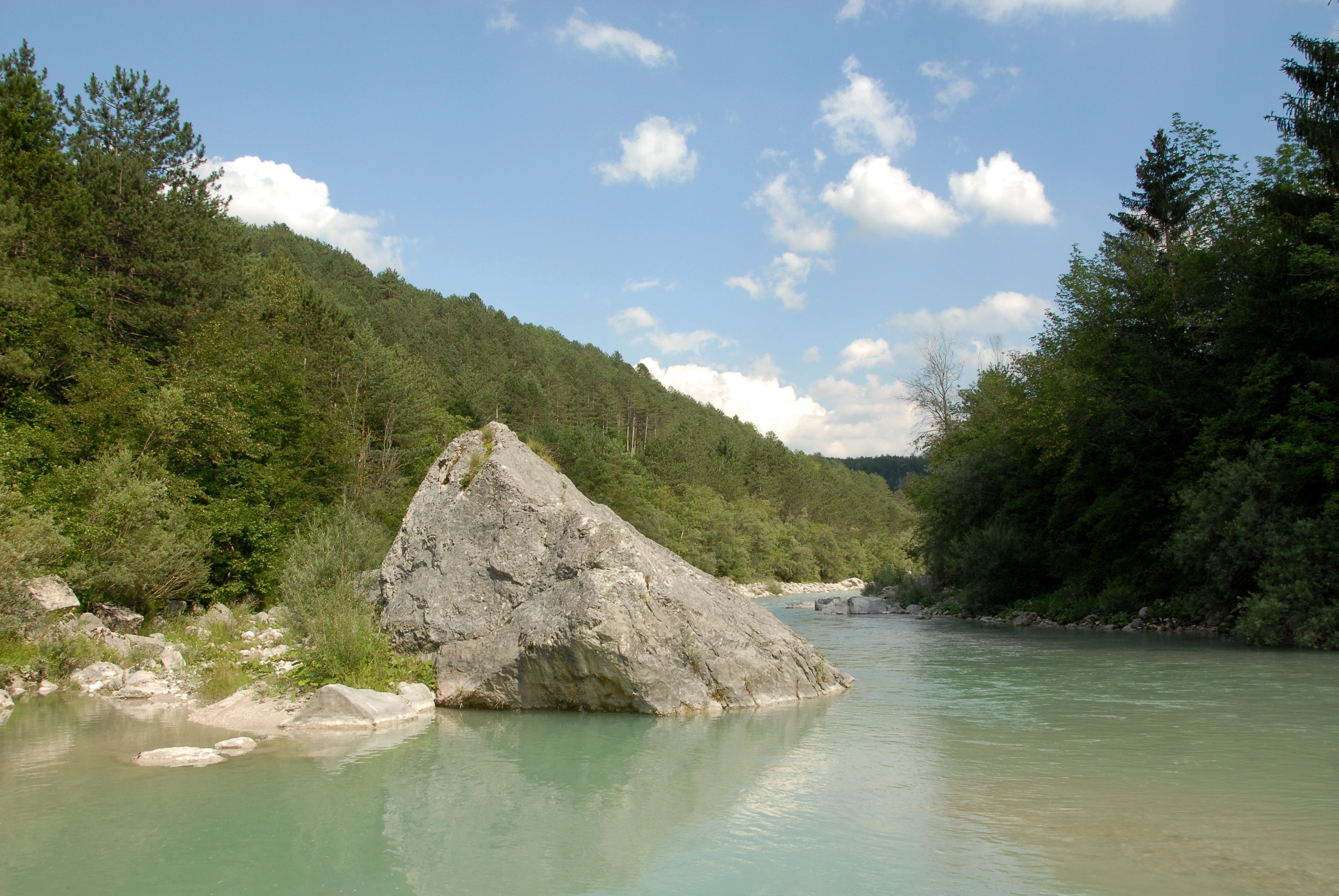
Resiatal

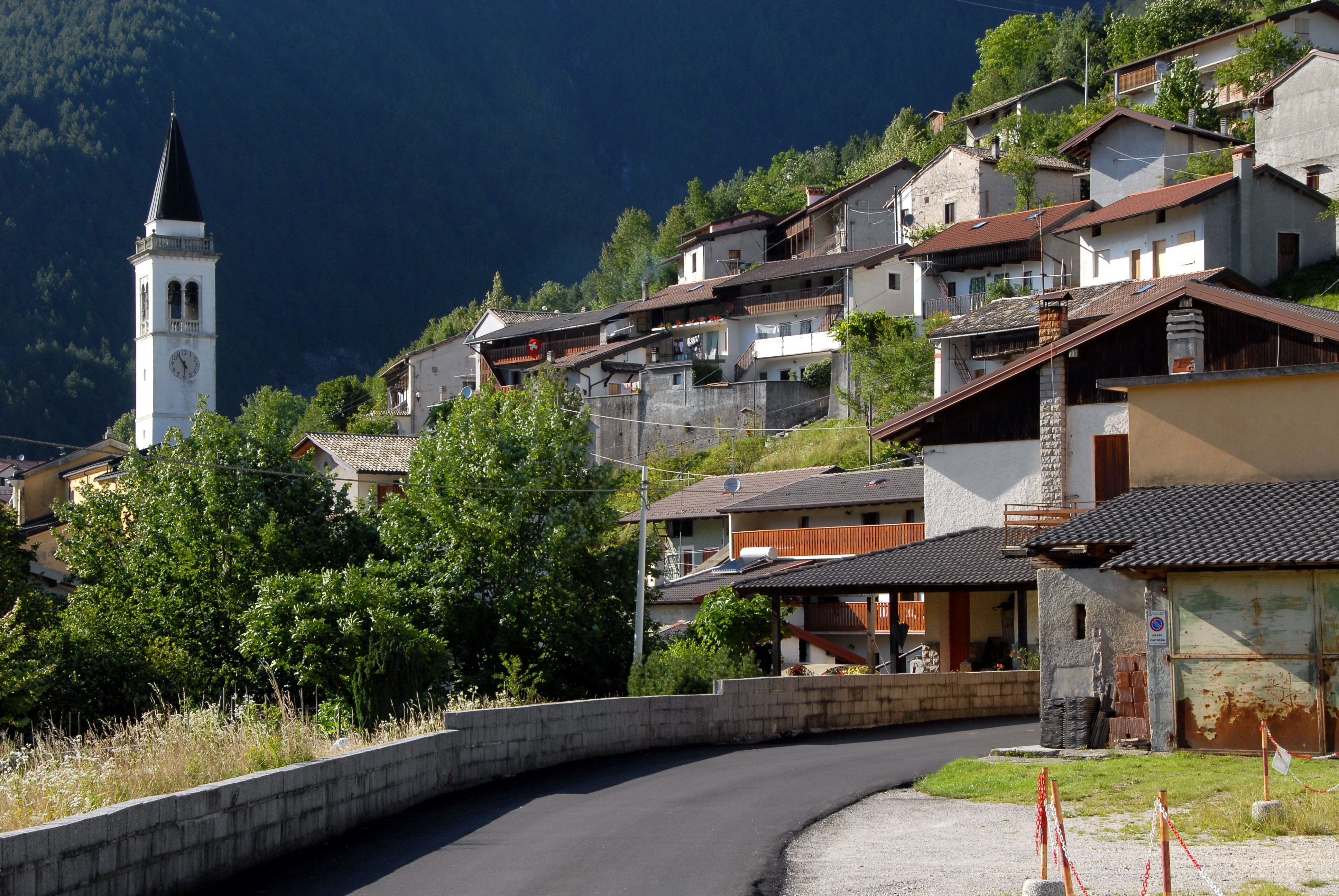
Ortschaft Stolvizza

## Fraktionen
- Gniva/Njïwa
- Oseacco/Osoanë
- Prato di Resia/Ravanzä
- San Giorgio/Bilä
- Stolvizza/Solbiza (Dorf der arrotini, der Scherenschleifer)
- Uccea/Učja

## Nachbargemeinden
| Resiutta | Chiusaforte                                 | Dogna               |
| Venzone  | Kompassrose, die auf Nachbargemeinden zeigt | Bovec (Goriška, SI) |
| Gemona   | Lusevera                                    |                     |

## Ethnische Besonderheit
Im Resiatal leben etwa 800 Menschen, die slawischer Herkunft sind. Die Einwohner leiten den Namen „Resianer“ von „Russen“ ab. Ihr Dialekt Resianisch hat jedoch gemeinsame Wurzeln mit den slowenischen Dialekten Kärntens, lehnte sich aber später, nachdem die sprachliche Verbindung zum Kanaltal durch friulanische und deutsche Kolonisation unterbrochen wurde, an die Küstendialekte (primorsko) des Slowenischen an.
Vom Resiatal führt ein Fahrweg über den Carnizzasattel ins Ucceatal, das ebenfalls von Resianern besiedelt ist, und weiter nach Zaga im Sočatal sowie nach Slowenien.

## Musik und Tanz
Durch die isolierte Lage bildeten bzw. hielten sich im Resiatal sehr eigenständige musikalische Traditionen: von Bedeutung sind vor allem die Tanzmelodien mit ihrem geringen Tonumfang und häufigen metrischen Unregelmäßigkeiten, gespielt meist im Wechsel zwischen zwei quintverwandten Tonarten. Gängige Besetzung sind zwei (seltener nur eine) Geigen („Citira“), die die Melodien unisono spielen, sowie ein dreisaitiges Cello („Bunkula“), das als Bassinstrument eine einfache Bordunbegleitung beisteuert. Besonders in der Karnevalszeit sowie am 15. August (Mariä Himmelfahrt) sind diese Traditionen nach wie vor lebendig. Wegen ihrer Besonderheiten und des mutmaßlich hohen Alters haben Tanzmusik und Lieder aus Resia eine herausragende Bedeutung im Repertoire des Folkrevivals in Slowenien und im Friaul bekommen (Gruppen wie Katice oder La Sedon Salvadie).

## Sehenswürdigkeiten
- Scherenschleifer Museum in Stolvizza.
- Am Ortseingang weist das Denkmal, auf dem ein Scherenschleifer auf seinem Fahrrad sitzt, hin.
- Einmal im Jahr treffen sich die in alle Welt verstreuten Schleifer bzw. deren Nachkommen beim großen Dorffest in Stolvizza.
- Direkt neben der Kirche ist ein sehenswertes multimediales Volkskundemuseum untergebracht.
- Kalk-Brennöfen
- Kirche Mariä Himmelfahrt in Prato
- Freskenmalerei Kreuzigung an der Seitenwand eines alten Hauses in Stolvizza